# Le Gendarme à New York
Le Gendarme à New York is een Franse komische film uit 1965 met Louis de Funès in de hoofdrol, geregisseerd door Jean Girault. In het Engels heet de film The Gendarme in New York. Het is de tweede van de in totaal zes 'Le Gendarme'-films.
Deze komedie was de op een na meest succesrijke Franse film van 1965 in Frankrijk. Aan de filmkassa werd de film enkel voorafgegaan door Le Corniaud, nog een De Funès-komedie.

## Verhaal
Rijkswachter Ludovic Cruchot (gespeeld door de Funès) werd bekend in Saint-Tropez toen hij de dieven wist te vangen die het musée de l'Annonciade hadden beroofd. Als men ook in Parijs over hem hoort worden Cruchot en zijn brigade naar een internationaal congres van rijkswachters in New York gestuurd om er Frankrijk te vertegenwoordigen. Nicole (gespeeld door Geneviève Grad), de dochter van Cruchot, probeert haar vader te overhalen om haar mee te nemen op deze reis. Cruchot weigert maar dan gaat Nicole mee als verstekeling aan boord van de lijnboot die de Europese rijkswachters vervoert.

## Rolverdeling
| Acteur          | Personage                 | Opmerkingen |
| --------------- | ------------------------- | ----------- |
| Louis de Funès  | Ludovic Cruchot           |             |
| Geneviève Grad  | Nicole Cruchot            |             |
| Michel Galabru  | Jérôme Gerber             |             |
| Christian Marin | Albert Merlot             |             |
| Jean Lefebvre   | Lucien Fougasse           |             |
| Guy Grosso      | Tricard                   |             |
| Michel Modo     | Berlicot                  |             |
| Pierre Tornade  | de dokter van de lijnboot |             |
| France Rumilly  | zuster Clotilde           |             |
| Tiberio Murgia  | de Italiaanse kruidenier  |             |